# Beef Marbling Standard
Beef Marbling Standard (BMS) ist eine aus Japan kommende internationale Skala zur Bewertung der Rindfleisch-Marmorierung in zwölf Stufen. Die Stufe 1 steht für rotes fettfreies Fleisch und Stufe 12 für das gleichmäßig mit Fett durchwachsene, das aussieht als „hätte jemand ein Steak in frisch gefallenem Schnee gewendet“.
Der BMS (Beef Marbling Standard) wurde 1988 vom Japanese National Institute of Animal Industry zur Bewertung der Rindermarmorierung entwickelt.
Rindfleisch aus den USA kann auf der japanischen BMS-Skala höchstens die 5. Stufe erreichen, während das japanische Rind Japanese Black (Kuroge Wagyu) die höchste Stufe 12 erreicht. In den USA werden Namen statt Nummern zur Klassifizierung der Marmorierung verwendet (englisch: abundant, moderate and slight marbling), davon hat das sogenannte USDA Prime die höchste (abundante) Marmorierungsstufe, erreicht auf der japanischen BMS Skala aber nur eine 4 bis 5.
Andere Bewertungskriterien für japanisches Rindfleisch sind Fleischfarbe, Fettfarbe/-qualität und Fleischfestigkeit.